# Operación Eagle Fury
La Operación Eagle Fury fue una operación militar llevada a cabo por Estados Unidos en Afganistán, la cual implicó al 7.º Grupo de Operaciones Especiales y SEALS de la Marina, miembros de la 82.ª División Aerotransportada, y miembros de la Alianza del Norte entre el 9 y el 20 de febrero de 2003.
El objetivo de la operación era el de acorralar a los Talibanes en el Valle de Bahgran, ubicado en la Provincia de Helmand, al sudeste de Afganistán.
Como parte de esta operación, a mediados de febrero de 2003, la 82.ª realizó la primera entrega aérea de combustible de la Operación Enduring Freedom.
Estos entregaron 33.080 galones de combustible en la primera operación de entrega aérea desde la Guerra de Vietnam.